# Gailingen am Hochrhein
Gailingen am Hochrhein (Alemannic thấp: Gailinge am Hochrhi) là một xã nằm ở huyện Konstanz, thuộc bang Baden-Württemberg, miền nam nước Đức.